# Pat McFarland
Patrick Aloysius McFarland, detto Pat (Willingboro, 7 dicembre 1951), è un ex cestista statunitense, professionista nella ABA.

## Carriera
Venne selezionato dai New York Knicks al secondo giro del Draft NBA 1973 (28ª scelta assoluta).